# 전라남도 도로관리사업소
전라남도 도로관리사업소(全羅南道 道路管理事業所)는 도로 유지보수의 원활한 수행과 중장비의 운영 관리를 위하여 전라남도 도로관리사업소 설치된 전라남도청 소속기관이다. 전라남도 나주시 봉황면 덕룡로 23에 위치하고 있다.

## 같이 보기
- 전라남도청